# Ephialtes longicornis
Ephialtes longicornis là một loài tò vò trong họ Ichneumonidae.